# New Vocabulary
New Vocabulary ist ein von Jordan McLean und Amir Ziv produziertes Jazzalbum. Es enthält nicht zur Veröffentlichung freigegebene Mitschnitte mehrerer Sessions der beiden Musiker mit dem Saxophonisten Ornette Coleman, die in dessen Haus zwischen dem 18. und 20. Juni 2009 aufgenommen wurden. Die privaten Mitschnitte wurde bei der Nachbearbeitung um eine zusätzliche Pianospur von Adam Holzman bei drei Titeln ergänzt und Ende 2014 auf System Dialing Records als Download veröffentlicht. Colemans Sohn Denardo Coleman verklagte McLean und Ziv daraufhin im Juni 2015 auf Unterlassung der Veröffentlichung, da sein Vater dies nie beabsichtigt habe.

## Hintergrund des Rechtsstreits
2008 lernte Ornette Coleman den Trompeter Jordan McLean kennen, der in der Brooklyner Afro-Funk-Band Antibalas spielte. Im folgenden Jahr hatte der damals 79-jährige Coleman nach seiner Aussage McLean und dem Schlagzeuger Amir Ziv in seinem Haus Unterrichtslektionen (teaching lessons) gegeben, die von den beiden Musikern mitgeschnitten wurden. Coleman hatte bis vor wenigen Jahren, solange sein Gesundheitszustand es noch zuließ, in das kleine, in seine Wohnung integrierte Studio gern und oft Musiker zu gemeinsamen Sessions eingeladen. McLean hingegen entgegnet, dass Coleman sehr wohl den Aufnahmen zugestimmt und auch von der intensiven externen Bearbeitung der Sessions gewusst habe. Einige Jahre später fragte McLean bei Coleman an, ob man die Aufnahmen veröffentlichen könnte, was Coleman ablehnte; über seinen Anwalt forderte er die Mitschnitte ein. In der Folge veröffentlichten McLean und Ziv die Aufnahmen unter dem Titel New Vocabulary. Auf der Website seiner Band Antibalas kündigte McLean New Vocabulary als „ein neues Album von Ornette Coleman [an], mit Darbietungen von McLean, Schlagzeuger Amir Ziv und Keyboarder Adam Holzman.“ Tatsächlich waren die Piano-Spuren mit Holzman erst nachträglich eingefügt worden. Jordan McLean, Amir Ziv und Adam Holzman arbeiteten zuvor zusammen in der Jazz-Formation Droid.
Nach der Veröffentlichung von New Vocabulary stellte McLean in einem Interview mit dem Fort Worth Star-Telegram die Begegnung mit Coleman wie folgt dar:

“It was weeks, if not months, of just hanging out, socializing, jamming. It was an evolution in the way of a friendship. For me, a totally surreal, intergenerational friendship with someone whose music I’d studied pretty closely for 20 years [and who] turned out to be one of the sweetest human beings you’d ever want to meet and talk to.”

„Es waren Wochen, wenn nicht Monate, des gemeinsamen Rumhängens, der Geselligkeit, des gemeinsamen Musizierens. Es war eine Evolution in einer Art Freundschaft. Für mich eine total surreale, generationsübergreifende Freundschaft mit jemandem, dessen Musik ich 20 Jahre lang ziemlich intensiv studiert habe, und der einer der angenehmsten Menschen ist, die man jemals treffen und mit denen man sprechen möchte.“

Coleman und sein Sohn Denardo zeigten McLean und Amir Ziv an, private Audio-Aufnahmen von Coleman unter Verletzung des Bundesgesetzes gegen Bootlegging (Anti-Bootlegging Act and the Lanham Act) veröffentlicht zu haben. In dem Rechtsstreit warf Colemans Lager der Gegenseite vor,
- eine Person sei als Mitwirkender aufgeführt, die überhaupt nicht mitgewirkt habe (An individual not recorded at the sessions is credited as having participated),
- zusätzliche Musik sei den Aufnahmen hinzugefügt worden (Music was added to the recordings after the fact),
- das Publikum werde irregeführt, zu glauben, dass Coleman die Mitschnitte genehmigt habe (The public is likely to be misled into believing that Coleman approves of, or is affiliated with, the public release of these recordings).[4]

Nach Ansicht von Coleman seien die Aufnahmen nie mit dem Ziel einer späteren Veröffentlichung mitgeschnitten worden; Coleman habe nie die Erlaubnis dazu gegeben. Nach Ansicht von Brian Caplan, dem Anwalt von Coleman, habe es niemals eine Übereinkunft gegeben, dass die Aufnahmen von 2009 auf einem Album Verwendung finden sollen. „Das war eine Jamsession, bei der eine Legende es einigen Leuten erlaubte, mit ihm zu spielen, aber nicht mit der Erwartung, eine Platte daraus zu machen“ (This was a jam session among a legend where he was permitting individuals to play with him not under the auspices of creating a record).
Nach Ansicht des Anwalts stehe demnach fest, dass New Vocabulary ausdrücklich keine von Ornette Coleman autorisierte Veröffentlichung sei. Der Schaden am künstlerischen Ruf und Lebenswerk Colemans sei dadurch immens.

## Musik des Albums
Das Album beginnt mit Baby Food, einem stimmungsvollen Stück, einer Kombination von McLeans Spiel mit dem Dämpfer im Hintergrund und tief-rumpelnden Electronics. In Sound Chemistry herrscht freie Improvisation vor, hinzu kommt Holzmans Pianospur, die dem Stück eine leicht düstere Stimmung gibt. Alphabet beginnt mit Zivs Schlagzeugsolo und führt zu einem wilden Zusammenspiel von Schlagzeug und Bläsern. Bleeding Und Wife Life erscheinen wie klassische Ornette-Coleman-Stücke, die auf dessen Spiel auf den Alben der 1960er-Jahre verweisen, mit minimalen Electronics im ersteren, und im traditionell akustischen Stil in letzterem Stück. If It Take a Hatchett enthält Funky-Beat und Value and Knowledge funky Afrobeat-Anklänge, wobei die Trompete Mcleans im Hintergrund schwebt, während Ornette Coleman, ähnlich wie Miles Davis minimalistisch phrasiert. Die anderen Stücke – Bleeding, What’s Hotter than the Sun und Population erscheinen wie kurze Übungen ohne klare Ausrichtung.

## Titelliste

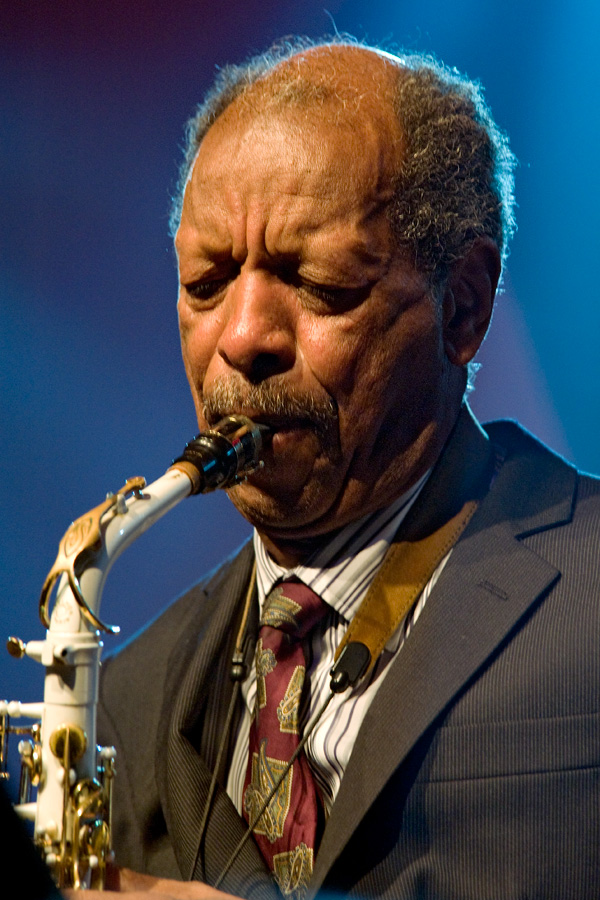
Ornette Coleman, moers festival 2011

- New Vocabulary: New Vocabulary (System Dialing Records – SDR #009[11])

1. Baby Food
2. Sound Chemistry
3. Alphabet
4. Bleeding
5. If It Takes a Hatchet
6. Value and Knowledge
7. Population
8. Wife Life
9. The Idea Has No Destiny
10. H2O
11. What’s Hotter Than the Sun
12. Gold Is God’s Sex

## Rezeption
Direkt nach Veröffentlichung titelte das Wall Street Journal Completely New Yet Pleasantly Familiar; Kevin Whitehead bemerkte wohlwollend in Fresh Air, McLean and Ziv seien darin „großzügig, wie sie Coleman dazu bringen, sein Bestes zu geben“. „Fluide Strukturen und eine eigenartige Instrumentierung geben New Vocabulary eine schwer fassbare, ephemere Qualität. Das Trio fühlt sich weniger wie eine Band denn als temporäres Bündnis an.“
In All About Jazz schrieb Mark Corroto, mit New Vocabulary, einem Projekt des Duos McLean/Ziv, habe man ein musikalisches Environment für Colemans Ausdruck und Stimme geschaffen. Darin nicht unähnlich den Produktionen Aura (1989) oder Tutu (1986) von Miles Davis; doch wo Miles Davis’ Projekte steril anmuteten, strahle New Vocabulary Fertilität aus. Jedes Stück „sei eine Art Vignette, reduziert auf knappen Rhythmus und Electronics als eine Petrischale für Colemans Beiträge. Jede Komposition von dem struppigen Wife Life bis zu dem aufblasenden H2O habe eine Lebhaftigkeit in sich, einen ruhenden Minimalismus des 'Neuen'.“

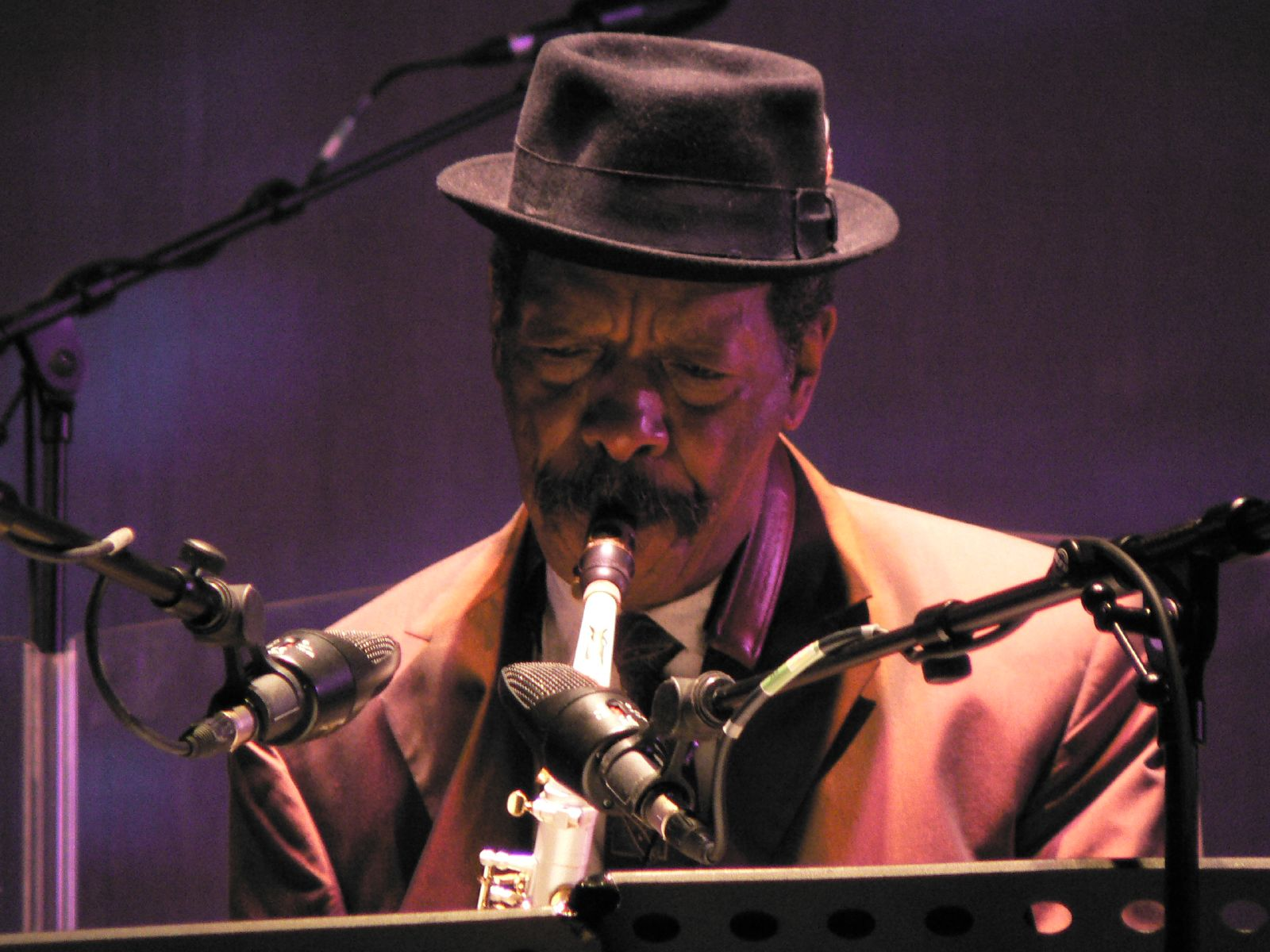
Ornette Coleman 2005

Ken Waxman notierte in dem Blog The Whole Note, die idiosynkratischen Stücke des Albums seien klassische Coleman-Sprache, auch wenn sein Name nicht auf dem Cover stehe. Signifikant sei dessen boshafter, aber sprudelnder Ton, der so individuell, stakkato und pointiert wie immer sei. Die Resultate führten zu elaborierten sphärischen Klangfarben. Mit kalkulierten Akkorden trügen Holzmans Harmonien eine weitere Dimension dazu bei, wie in Value und Knowledge. New Vocabulary sei eine Platte, die gleichermaßen gesellig wie herausfordernd ist. Außerdem zeige sie, dass Colemans authentische Ideen überzeugend von jungen undogmatischen Musikern adaptiert werden können.
Stefan Wood merkte an, dass Coleman hier keinen Cameoauftritt absolviere, sondern durch das ganze Album hindurch präsent sei, „ein aktiver und energischer Teilnehmer.“ Zu den Höhepunkten des Albums zählt der Autor The Idea Has No Destiny, in dem Saxophon und Schlagzeug sich in ein furioses Duett steigerten. H20 sei das beste Beispiel für die Fusion von Altem und Neuem; „der neue klassische Avantgarde-Klang von Coleman mit der Downtown-New York-Musikszene des Vocabulary-Trios.“ Das letzte Stück des Albums, Gold is God’s Sex, habe einen starken Wayne-Shorter-Einschlag, der an dessen Quartett der letzten Jahre erinnere, wobei die Gruppe eine intelligente und anspruchsvolle Klanglandschaft schaffe. Dies sei ein unerwartetes Album, resümiert Stefan Wood, das ohne große Ankündigung auf einem kleinen Label erschienen sei. Es zeige nicht nur Colemans brillante Fähigkeiten, sondern sei ein Beispiel des Zusammenwirkens alter und neuer Klänge.
Kritischer äußerte sich Andrian Kreye zur Musik des Albums: Man „bekommt eine eher fahrige Session zu hören. Coleman spielt auf dem Altsaxophon wie immer mit durchdringender Klarheit. Er findet auch hin und wieder einen Dialog mit Schlagzeuger Amir Ziv. Jordan McLean verliert sich dagegen auf dem Keyboard in halbherzigen Elektrowabereien und quält seine Trompete durch Effektgeräte. Stücke verlaufen im Nichts oder brechen ab.“ Coleman habe aber seine Arbeit immer in Kompositionen eingebettet, „die von lyrischer Schönheit und hoher Komplexität bestimmt waren. Ziellose Improvisationen veröffentlichte er jedenfalls nie. Davor soll ihn nun das Urheberrecht schützen.“